# Aleksiej Badajew
Aleksiej Jegorowicz Badajew (ros. Алексе́й Его́рович Бада́ев, ur. 4 listopada?/16 listopada 1883 w Jurjewie w guberni orłowskiej, zm. 3 listopada 1951 w Moskwie) – radziecki polityk, przewodniczący Prezydium Rady Najwyższej Rosyjskiej FSRR w latach 1938–1944.
Od 1903 ślusarz w fabryce w Petersburgu, później w warsztatach kolejowych, od 1904 SDPRR, 1912 wybrany do Dumy Państwowej jako członek frakcji bolszewickiej, 1914 członek KC SDPRR(b), XI 1914 aresztowany i skazany na wygnanie do rejonu Turuchańska, po rewolucji lutowej wrócił do Piotrogrodu. Wybrany do Dumy Miejskiej Piotrogrodu. Uczestnik rewolucji październikowej. Od 1922 kandydat na członka, 1925-1951 członek KC WKP(b), od października 1935 zastępca komisarza ludowego, od 21 czerwca 1937 do lipca 1938 komisarz ludowy przemysłu spożywczego ZSRR. Od 1938 przewodniczący komitetu wykonawczego obwodu moskiewskiego. Od 19 lipca 1938 do 4 marca 1944 przewodniczący Prezydium Rady Najwyższej Rosyjskiej FSRR i równocześnie zastępca przewodniczącego Prezydium Rady Najwyższej ZSRR. Odznaczony dwoma Orderami Lenina i Orderem Czerwonego Sztandaru Pracy. Jego imieniem nazwano ulice, fabryki i kołchozy.